# ラヴォー

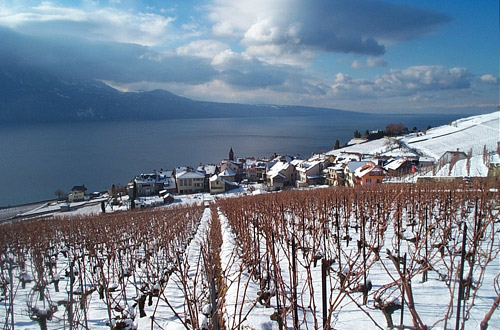
ラヴォー地方リヴァの村とブドウ畑

ラヴォー(Lavaux)は、スイス・ヴォー州ローザンヌからモントルー郊外のシヨン城にかけて広がる、レマン湖北岸の丘陵地帯を指す。ブドウ栽培が盛んに行われ、スイス有数のワイン産地となっている。
ブドウ栽培はローマ時代までさかのぼる歴史をもつ。現在のブドウ畑の原型は、この地をベネディクト会とシトー会の修道院が支配していた11世紀頃に形成されたと考えられている。テラス状に広がるブドウ畑とブドウ農家が暮らす小さな村が織り成す景観、ワインづくりの長い伝統と歴史を評価され、2007年に「ラヴォー地区の葡萄畑」の名でユネスコの世界遺産（文化遺産）に登録された。

## 自治体
ラヴォー地区はローザンヌとモントルー郊外のシヨン城のレマン湖の北岸に広がり、主な自治体は以下となる。
- シャルドンヌ (Chardonne)
- シェーブル (Chexbres)
- キュリー (Cully)
- エペッス (Epesses)
- グランヴォー (Grandvaux)
- リュトリ (Lutry)
- リエ (Riex)
- リヴァ (Rivaz)
- サン＝サフォラン (Saint-Saphorin)
- ヴィレット (Villette)

## ブドウ畑

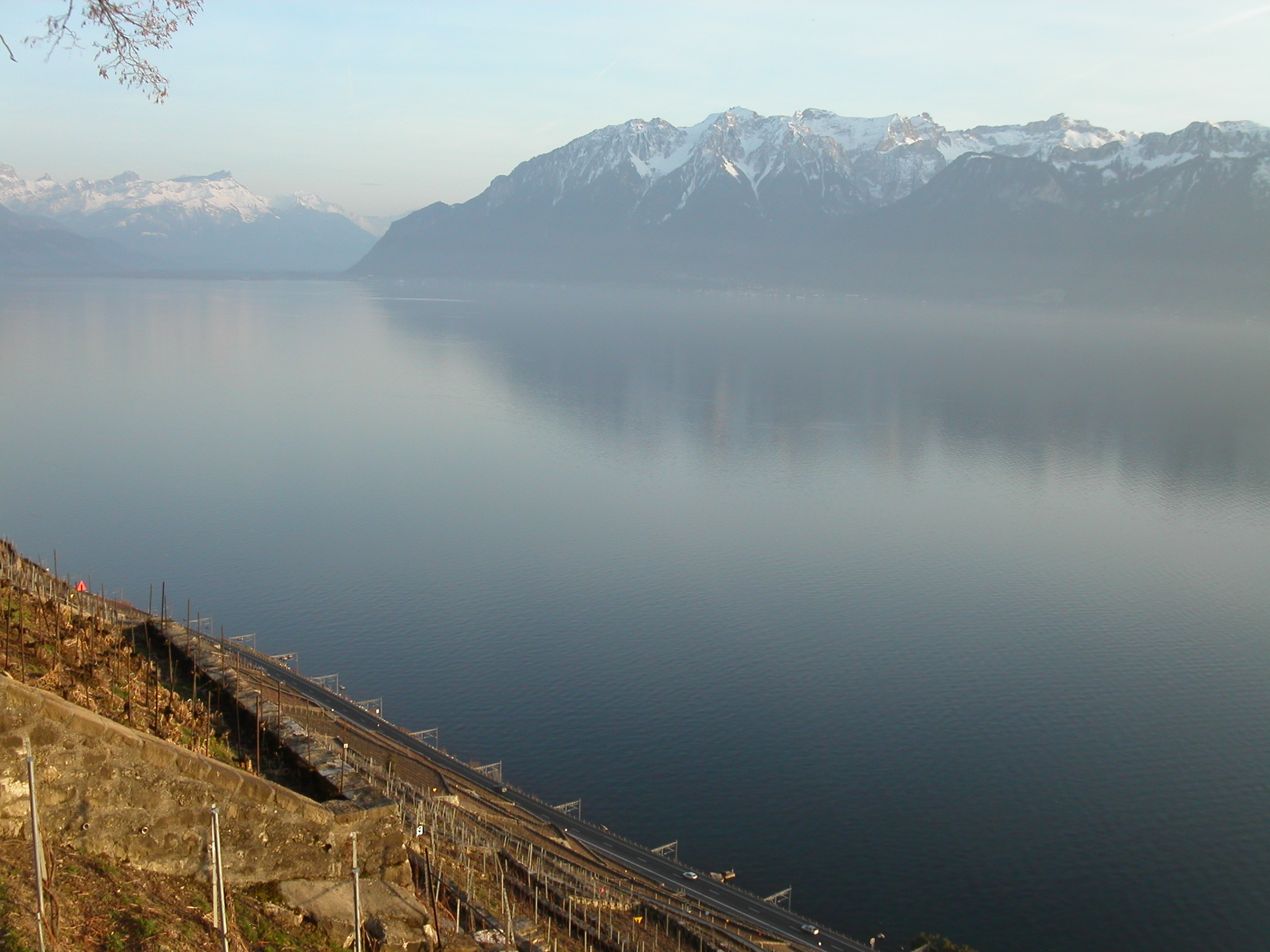
ラヴォーから見たレマン湖

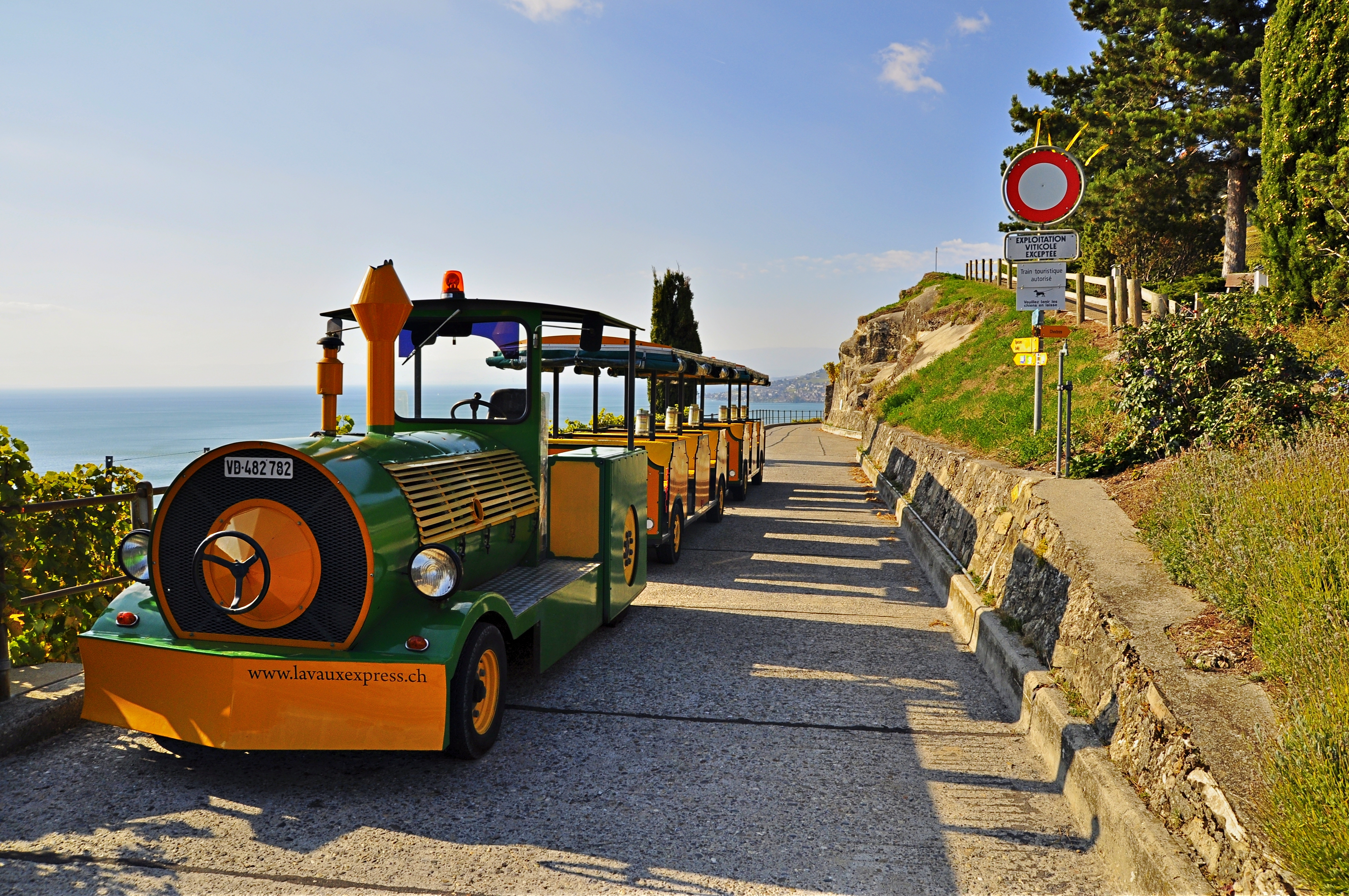
ブドウ畑を周遊するミニトレイン

レマン湖北岸は、本物の太陽、レマン湖の反射光、急斜面を支える石垣が蓄える輻射熱の「3つの太陽」に恵まれていると言われ、ブドウ栽培に適した気候条件を備えている。主なブドウ品種は白ワインとなるシャスラ種で、さまざまな土壌と日射によって微妙な味を違いを生み出している。

### ワインの銘柄
ラヴォー地区には以下の8つのワインの銘柄があり、ワイン生産村と同じ名称が使われている。
- カラマン (Calamin)
- シャルドンヌ (Chardonne)
- デザレー (Dézaley)
- エペッス (Epesses)
- リュットリー (Lutry)
- サンサフォラン (St-Saphorin)
- ヴヴェイ・モントルー (Vevey-Montreux)
- ヴィレット (Villette)

### ワイン街道
ローザンヌのウーシー地区にあるオリンピック博物館からラヴォー地区にあるワイン生産村を結びながらシヨン城に至る全長33kmの散策コースが、「ワイン街道」として整備されている。レマン湖を見下ろし、対岸にフレンチアルプスの眺望が広がる。ワイン生産村ではカヴォーと呼ばれるワインバーで、ワインの試飲をすることもできる。

## 世界遺産
ラヴォー地区のワイン産地は、1000年を越えてブドウ栽培とワインづくりが行われている。自然と共存しながら美しい景観と文化を守りつつ、主力産業として地域経済に貢献している稀有な成功例としての高い価値を認められ、2007年6月にユネスコの世界遺産に登録された。

### 登録基準
この世界遺産は世界遺産登録基準のうち、以下の条件を満たし、登録された（以下の基準は世界遺産センター公表の登録基準からの翻訳、引用である）。
- (3) 現存するまたは消滅した文化的伝統または文明の、唯一のまたは少なくとも稀な証拠。
- (4) 人類の歴史上重要な時代を例証する建築様式、建築物群、技術の集積または景観の優れた例。
- (5) ある文化（または複数の文化）を代表する伝統的集落、あるいは陸上ないし海上利用の際立った例。もしくは特に不可逆的な変化の中で存続が危ぶまれている人と環境の関わりあいの際立った例。